# Piedra del Toro (Perú)
Piedra del Toro es un caserío peruano ubicado en el distrito de Morropón, perteneciente a la provincia homónima del departamento de Piura, al norte del Perú. 

## Ubicación
Piedra del Toro se ubica al norte de la provincia de Morropón, en el distrito homónimo, en el departamento de Piura.

## Demografía
En 2017 Piedra del Toro tenía una población de 453 habitantes.
| Gráfica de evolución demográfica de Piedra del Toro entre 1993 y 2017 |
|                                                                       |
| Fuentes: Población 1993 y 2017                                        |